# Airole
Airole este un oraș în regiunea Liguria, Italia.

Poziția în provincia Imperia

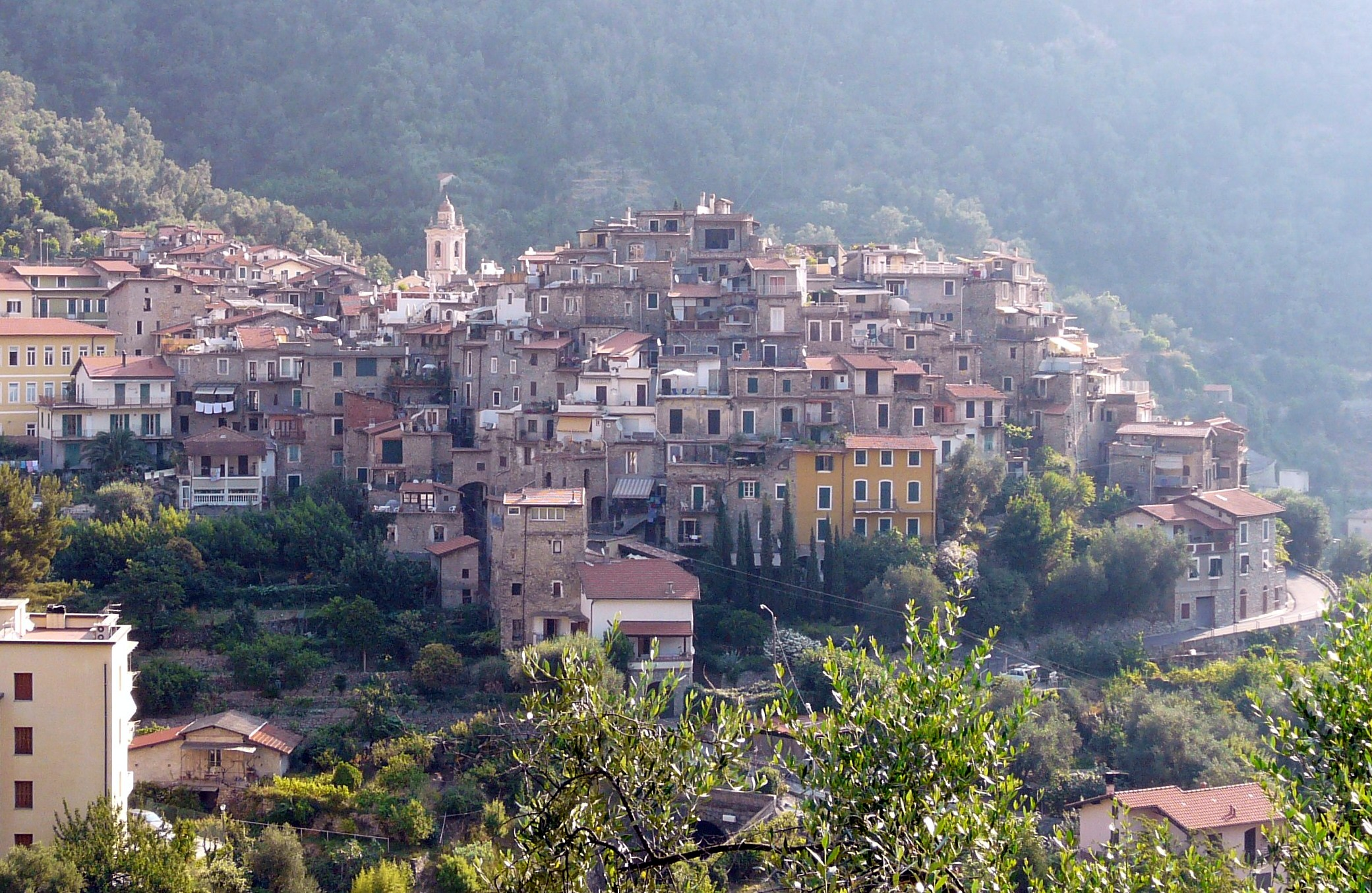
Airole

## Demografie
Airole - evoluția demografică

|  | Graficele sunt indisponibile din cauza unor probleme tehnice. Mai multe informații se găsesc la Phabricator și la wiki-ul MediaWiki. |

Date: Recensăminte sau birourile de statistică - grafică realizată de Wikipedia